# Ayoub El-Idrissi
Ayoub El-Idrissi (ar. أيوب الإدريسي ;ur. 23 października 1994) – marokański, a od 2017 roku katarski judoka. Olimpijczyk z Tokio 2020, gdzie zajął siedemnaste miejsce w wadze półlekkiej.
Uczestnik mistrzostw świata w 2017, 2018, 2019 i 2021. Startował w Pucharze Świata w 2014. Piąty na igrzyskach azjatyckich w 2018. Wicemistrz Afryki w 2014 roku.

## Letnie Igrzyska Olimpijskie 2020
| Konkurencja | Eliminacje             | Klas. końcowa |
| Konkurencja | Przeciwnik I           | Miejsce       |
| ----------- | ---------------------- | ------------- |
| 66 kg       | Dzmitry Minkou (BLR) P | 17.           |